# Leandro Díaz (Komponist)
Leandro José Díaz Duarte (* 20. Februar 1928; † 22. Juni 2013) war ein kolumbianischer Vallenato-Komponist. 

## Leben
Leandro Díaz, von Geburt an blind, komponierte im Laufe seiner musikalischen Karriere mehr als 100 Lieder, die durch die perfekte Beschreibung von Landschaften überraschten. Zu den berühmtesten seiner Lieder der Vallenato-Folklore zählen unter anderem „Matilde Lina“, „Diosa Coronada“ und „Bajo el Palo e‘ Mango“. Seine Lieder „Matilde Lina“ und „Diosa Coronada“ inspirierten Gabriel García Márquez und spielen in dessen Roman Die Liebe in den Zeiten der Cholera eine Rolle. Im Rahmen der 38. Ausgabe des "Vallenato Legenden Festivals" wurde Diaz zum „König fürs Leben des Vallenato Legend Festival“ ernannt. Leandro Díaz starb am 22. Juni 2013 in Valledupar im Alter von 85 Jahren an einer Niereninfektion.